# Libythea carma
Libythea carma är en fjärilsart som beskrevs av Hans Fruhstorfer 1914. Libythea carma ingår i släktet Libythea och familjen praktfjärilar. Inga underarter finns listade i Catalogue of Life.